# Mike Robertson

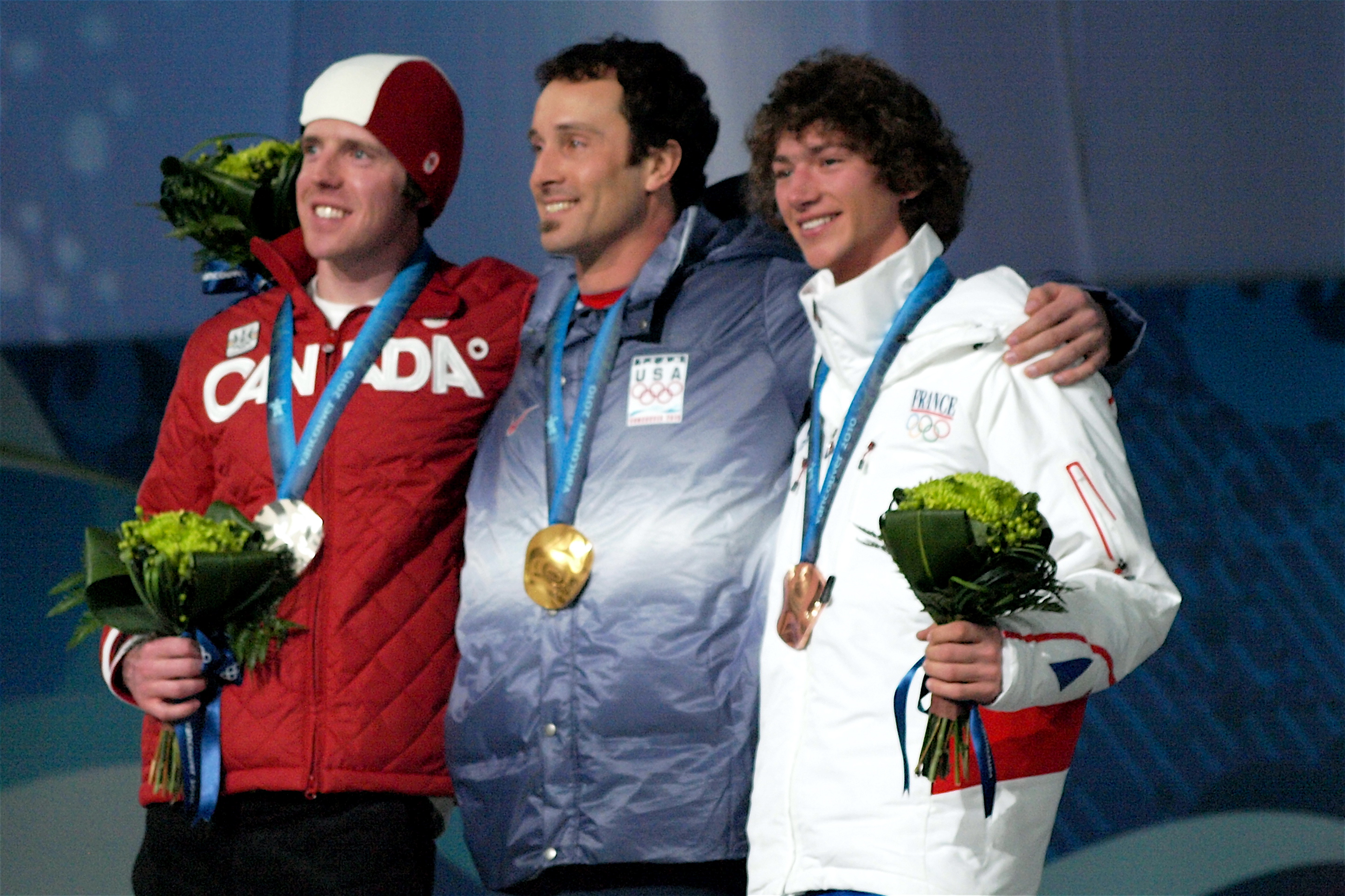
Mike Robertson (links) bei der Siegerehrung der Olympischen Winterspiele 2010

Mike Robertson (* 26. Februar 1985 in Edmonton) ist ein ehemaliger kanadischer Snowboarder. Er startete in der Disziplin Snowboardcross.

## Werdegang
Robertson nahm von 2000 bis 2010 an Wettbewerben der FIS teil. Von 2000 bis 2007 trat er vorwiegend beim Nor Am Cup an. Dabei belegte er in der Saison 2005/06 den zweiten Rang in der Snowboardcrosswertung. Sein erstes Weltcuprennen fuhr er im Dezember 2003 in Whistler, welches er auf den 22. Platz beendete. Im September 2007 erreichte er in Valle Nevado mit dem neunten Rang seine erste Podestplatzierung. In der Saison 2008/09 kam er bei neun Weltcupteilnahmen sechs Mal unter den ersten Zehn, darunter ein dritter Platz in Bad Gastein und ein zweiter Rang in Cypress. Bei den Snowboard-Weltmeisterschaften 2009 in Gangwon errang er den 17. Platz. Die Saison beendete er auf den 15. Platz im Gesamtweltcup und den fünften Rang im Snowboardcross-Weltcup. Im folgenden Jahr gewann er den Olympischen Winterspielen in Vancouver die Silbermedaille.
Robertson nahm an  31 Weltcuprennen teil und kam dabei 11 Mal unter den ersten Zehn.

## Weltcup-Gesamtplatzierungen
| Saison  | Gesamt-Weltcup | Gesamt-Weltcup | Snowboardcross-Weltcup | Snowboardcross-Weltcup |
| Saison  | Punkte         | Platz          | Punkte                 | Platz                  |
| ------- | -------------- | -------------- | ---------------------- | ---------------------- |
| 2003/04 | -              | -              | 90                     | 67.                    |
| 2004/05 | -              | -              | -                      | -                      |
| 2005/06 | 37             | 286.           | 37                     | 65.                    |
| 2006/07 | 406            | 125.           | 406                    | 27.                    |
| 2007/08 | 1566           | 55.            | 1566                   | 18.                    |
| 2008/09 | 3020           | 15.            | 3020                   | 5.                     |
| 2009/10 | 1350           | 49.            | 1350                   | 14.                    |